# 大洺远水库
大洺远水库，位于中华人民共和国河北省武安市城区南郊，是南洺河上的中型水库。水库工程始建于1957－1959年，因施工质量不足，于1963年被洪水冲毁。1970－1973年期间曾进行重建，因资金不足而烂尾。现水库工程为1997－2005年进行第三次建设而成。水库总库容3299立方米，控制流域面积1047平方千米。水库水源主要为汛期拦洪和引蓄上游煤矿疏干水，并通过跃峰渠引漳河水。水库可向武安市提供工业用水815万立方米、农业用水315万立方米。因水库临近城区，周边建有多种休闲娱乐设施，是当地人民旅游观光、度假健身的好去处。